# الجعاري (العدين)

تعديل مصدري - تعديل

الجعاري هي إحدى قرى عزلة الجبلين بمديرية العدين التابعة لمحافظة إب، بلغ تعداد سكانها 1415 نسمة حسب تعداد اليمن لعام 2004.